# Annunciazione di Fano
L'Annunciazione di Fano è un dipinto a olio su tavola (212x172 cm) di Pietro Perugino, databile al 1488-1490 circa e conservato nella chiesa di Santa Maria Nuova a Fano. Per il successo dell'opera qualche anno dopo al pittore venne commissionata un'altra opera, la Pala di Fano.
Oggi tuttavia è stata messa in dubbio da alcuni studiosi l'attribuzione al Perugino, ritenendo questo dipinto una possibile opera giovanile di Raffaello Sanzio.

## Descrizione e stile
La scena è impostata secondo uno schema pacato e piacevole, ordinato dalle regole della simmetria. Essa si svolge sotto un portico, con archi a tutto sesto su pilastri dotati di capitelli molto sporgenti, che a partire dagli ultimi due decenni del XV secolo divenne frequente nella produzione del Perugino, riscontrabile ad esempio, nel Polittico Albani-Torlonia, nell'Apparizione della Vergine a san Bernardo e nella Pietà. In questo caso il portico ha la forma tipica a quattro campate e dirige lo sguardo dello spettatore in profondità, con l'ariosa apertura paesistica dello sfondo in cui colline prive di asperità sono punteggiate da esili alberelli e sfumano in lontananza verso l'orizzonte. 
In primo piano si svolge l'Annunciazione, illuminata da sinistra. L'Angelo è atterrato e, recante in mano un giglio bianco simbolo di purezza, porta l'annuncio alla Vergine Maria che appare sorpresa, appena interrotta la lettura a cui allude il libro su un'ara classicheggiante al centro del dipinto. Nel frattempo in lato si vede il Dio Padre in un nimbo luminoso tra cherubini e serafini, che invia la colomba dello Spirito Santo.
La scena fonde la monumentalità con un'atmosfera pacata e serena, dove è assente un'eccessiva enfasi sui sentimenti, appena accennati. I colori sono sgargianti ma soffusi e di tonalità che si fondono tra loro, creando un effetto di volume che si amplifica nella vasta spazialità suggerita dalla prospettiva geometrica e sfondamento aereo del paesaggio.